# 盘山县
盘山县是中国辽宁省盘锦市下辖的一个县。

## 行政区划
盘山县下辖4个街道办事处、9个镇：
太平街道、高升街道、得胜街道、沙岭镇、胡家镇、石新镇、东郭街道、羊圈子镇、古城子镇、坝墙子镇、陈家镇、甜水镇、吴家镇和盘山县林场。

## 人口
截至2020年11月1日零時，根據盤錦市第七次人口普查數據結果，盤山縣常住人口223210人。。